# Yasuo Koyama
Yasuo Koyama (小山靖男?, Koyama Yasuo; Tokyo, 27 aprile 1937 – 2000) è stato un goista giapponese.

## Biografia
Professionista presso la Kansai Ki-in, ha raggiunto il grado massimo di 9° dan nel 1971. È stato il maestro di Koichi Yahata.

## Palmarès
| Nazionali                | Nazionali | Nazionali |
| Torneo                   | Vittorie  | Finalista |
| ------------------------ | --------- | --------- |
| Kansai Ki-in Primo Posto | 1 (1962)  |           |
| Totale in carriera       |           |           |
| Totale                   | 1         | 0         |

| Controllo di autorità | VIAF (EN) 21005675 · ISNI (EN) 0000 0000 2445 9503 · LCCN (EN) n81070957 · NDL (EN, JA) 00036163 |